# Gewässerstrukturgüte
Die Strukturgüte eines Gewässers, auch Gewässerstrukturgüte, ist ein Maß, mit welchem die Naturnähe des durchflossenen Gewässerbettes einschließlich des umgebenden Überschwemmungsbereiches (Aue) bewertet wird. Dazu werden Parameter erhoben, welche die vorhandene Gewässerstruktur beschreiben. Als Strukturen gelten unter anderem die Beschaffenheit des Ufers (z. B. Bewuchs, Verbau), die Ausformung der Gewässersohle (z. B. Bänke, Tief-/Flachwasserzonen), Strömungs- und Substratunterschiede oder der Verlauf des Gewässerbettes (z. B. mäandrierender, gewundener, begradigter Lauf).
Die Bewertung der Strukturgüte ist nur für Fließgewässer definiert. Der Begriff Strukturgütebewertung stammt aus den 1980er/1990er Jahren. Heute spricht man vielfach nur noch von Strukturbewertung.

## Entstehungshintergrund
Hintergrund der Strukturgüte-Bewertung war die Beobachtung, dass sich bei der Verbesserung der Wasserqualität der Fließgewässer, insbesondere der „saprobiellen“ Wasserqualität, mit der die Verschmutzung mit organischen, sauerstoffzehrenden Substanzen anhand der Lebensgemeinschaft gemessen wird, nicht in allen Fällen die reichhaltige ursprüngliche Lebensgemeinschaft regenerieren konnte, wie dies angenommen worden war. Dadurch wurde der Blick auf die morphologische Veränderung der Gewässer gelenkt. Fließgewässer in der Kulturlandschaft sind in der Regel morphologisch stark verändert worden, in dem sie z. B. begradigt wurden. Meist wurde der Lauf festgelegt, die Sohle abgesenkt, Sohle und Ufer oft durch technischen Verbau befestigt. Die Auswirkungen dieser morphologischen Degradation waren jahrzehntelang durch die Auswirkungen der saprobiellen Verschmutzung überprägt und dadurch verdeckt worden. Es kam der Wunsch auf, zur Messung dieser morphologischen Veränderungen ein Bewertungsverfahren zur Hand zu haben, das dem lange eingeführten Saprobiensystem zur Messung der organischen Verschmutzung analog ist. Daher sollten Strukturgüteklassen definiert werden, die den sieben Belastungsstufen des Saprobiensystems (den Güteklassen) entsprechen.

## Strukturgütebewertung bzw. Strukturbewertung
In einer definierten Gewässerstrecke (Kartier-/Bewertungsabschnitt) werden Parameter im und am Gewässer erhoben, welche die vorhandenen Strukturen und die eigendynamischen Prozesse beschreiben. Diese Erhebungsdaten werden dem unbeeinflussten Naturzustand gegenübergestellt. Die Abweichung vom unbeeinflussten Naturzustand ist ein Maß für die Naturnähe des betrachteten Gewässerabschnittes. 
In Anlehnung an das Saprobiensystem wird auch die Gewässerstruktur meist mit einer siebenstufigen Skala bewertet. Dabei gilt: Der Naturzustand ohne menschliche Einflüsse stellt den bestmöglichen Gewässerzustand dar, ein völlig begradigtes und befestigtes Gewässer den schlechtestmöglichen. In Kartendarstellungen werden die sieben Stufen der Strukturbewertung mit dem beim Saprobiensystem eingeführten Farbcode dargestellt:

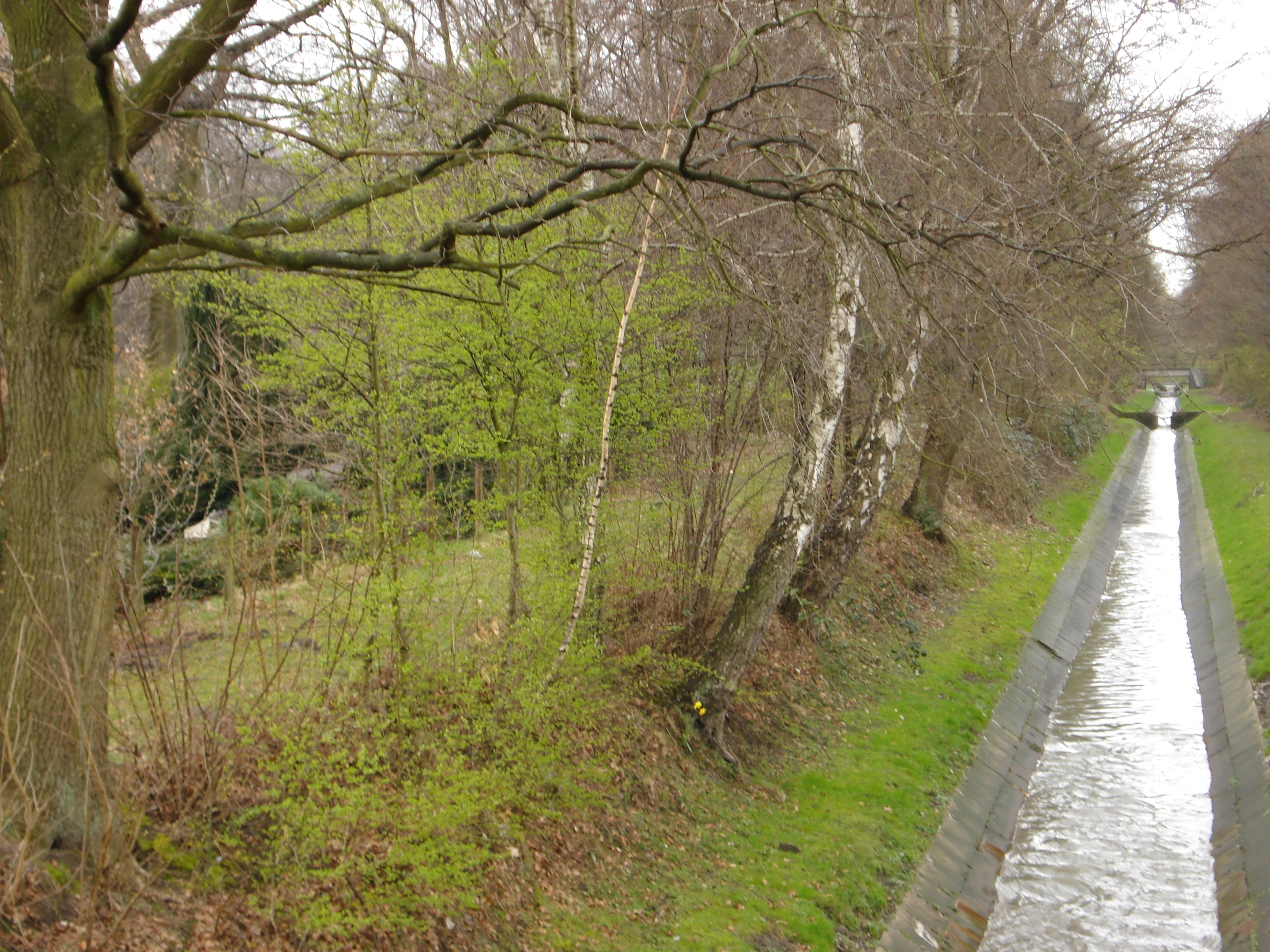
Hellbach: vollständig begradigter Lauf mit naturfernen, befestigten Ufern = Güteklasse VII

- Güteklasse I (dunkelblau): unveränderte Gewässerabschnitte (naturnah),
- Güteklasse II (hellblau): gering veränderte Gewässerabschnitte (bedingt naturnah),
- Güteklasse III (dunkelgrün): mäßig veränderte Gewässerabschnitte (mäßig beeinträchtigt),
- Güteklasse IV (hellgrün): deutlich veränderte Gewässerabschnitte (deutlich beeinträchtigt),
- Güteklasse V (gelb): stark veränderte Gewässerabschnitte (merklich beeinträchtigt),
- Güteklasse VI (orange): sehr stark veränderte Gewässerabschnitte (stark geschädigt),
- Güteklasse VII (rot): vollständig veränderte Gewässerabschnitte (übermäßig geschädigt).

Teilweise, zum Beispiel bei der aktuellen Fließgewässerstrukturgütekartierung in Mecklenburg-Vorpommern, wird auch eine nur fünfstufige Bewertungsskala verwendet.

## Bewertungsverfahren in Deutschland
Die Erhebung und Bewertung der Gewässerstruktur erfolgt in einzelnen Kartier-/Bewertungsabschnitten, deren Länge sich an der Gewässerbreite orientiert. In der Bundesrepublik Deutschland kommen vor allem drei Bewertungsverfahren zum Einsatz:
1. Das Übersichtsverfahren (LAWA, Länderarbeitsgemeinschaft Wasser)
2. Das Verfahren für mittelgroße bis große Fließgewässer über 10 m Breite (LUA NRW)
3. Das Verfahren für kleine bis mittelgroße Fließgewässer von 1 bis 10 m Breite (LAWA, Länderarbeitsgemeinschaft Wasser), z. T. als LAWA-Feinverfahren bezeichnet.

Letzteres hat in einigen Bundesländern Abwandlungen erhalten (z. B. in Baden-Württemberg), d. h., der Erhebungsumfang wurde angepasst, führt aber ebenfalls zu einer siebenstufigen Bewertung wie beim originären LAWA-Feinverfahren. Über die drei genannten Verfahren hinaus bestehen weitere Kartierverfahren, die auf die Besonderheiten von Schifffahrtswegen Rücksicht nehmen (Kartierverfahren für Bundeswasserstraßen der BfG), oder auf eine detailliertere Bewertung der Auen setzen (Zustandsbewertung der Fluss- und Stromauen des BfN).
Bei den oben genannten drei Verfahren sind folgende Anwendungsunterschiede zu beachten: Das Übersichtsverfahren ist ein reines Schreibtischverfahren, welches auf Luftbildauswertung setzt und bestehende Daten und Auskünfte auswertet. Es wurde v. a. geschaffen, um den Bundesländern eine schnelle Übersicht über den Zustand der Fließgewässer zu geben. Aufgrund der Vorgehensweise lassen sich bei der Erhebung nicht alle Faktoren sicher beurteilen. So ist z. B. ein baumbestandenes Gewässer mit durchgehenden Ufergehölzen ohne weitere Daten kaum beurteilbar. Eine intakte Linienführung (z. B. mäandrierend) und der Baumbestand können darüber hinwegtäuschen, dass das Gewässerbett weitgehend verändert ist (z. B. durch den stoßweisen Abfluss aus einem Rückhaltebecken). Die Zustandserhebung und -bewertung geschieht beim Übersichtsverfahren für die Themenbereiche Gewässerbettdynamik und Auendynamik:
Bei der Gewässerbettdynamik werden als Indikatorparameter herangezogen:
- Linienführung,
- Querbauwerke,
- Abflussregelung,
- Uferverbau,
- Gehölzsaum/Röhrichte.

Zur Beurteilung der Auendynamik werden erhoben:
- Auenutzung,
- Ausprägung der Uferstreifen,
- Hochwasserschutzbauwerke,
- Ausuferungsvermögen.

Die beiden anderen oben genannten Verfahren (vgl. 2. und 3.) setzen hingegen auf eine Vor-Ort-Begehung, um ein möglichst umfassendes Bild des Gewässerzustandes zu erhalten. Sie unterscheiden sich in der Anwendung v. a. hinsichtlich der Gewässergröße. Das Verfahren für große Fließgewässer (LUA NRW) nimmt im Parametersatz auf die Besonderheiten von Flüssen Rücksicht, während das Verfahren für kleine bis mittelgroße Gewässer (LAWA) auf die Besonderheiten der Größenordnung von 1 bis 10 m Breite zugeschnitten ist. Beiden gemeinsam ist, dass die Zustandserhebung und -bewertung für sechs Teilbereiche erfolgt, den sogenannten Hauptparametern (HP):
- HP 1: Laufentwicklung
- HP 2: Längsprofil
- HP 3: Querprofil
- HP 4: Sohlenstruktur
- HP 5: Uferstruktur
- HP 6: Gewässerumfeld

Innerhalb dieser Hauptparameter wird, je nach Gewässergröße, eine unterschiedliche Anzahl von sogenannten Einzelparametern erfasst und bewertet. Nachfolgend ist eine Beschreibung einiger Hauptparameter sowie der Talform aus dem LAWA-Feinverfahren zu finden. Detaillierte Angaben zu den einzelnen Verfahren sind in den Verfahrensbeschreibungen enthalten (vgl. Weblinks).

## Beschreibung einiger Erhebungsgrößen
Das LAWA-Verfahren für kleine bis mittelgroße Fließgewässer definiert verschiedene Hauptparameter, die jeweils durch mehrere Einzelparameter untersetzt werden.

### Talform

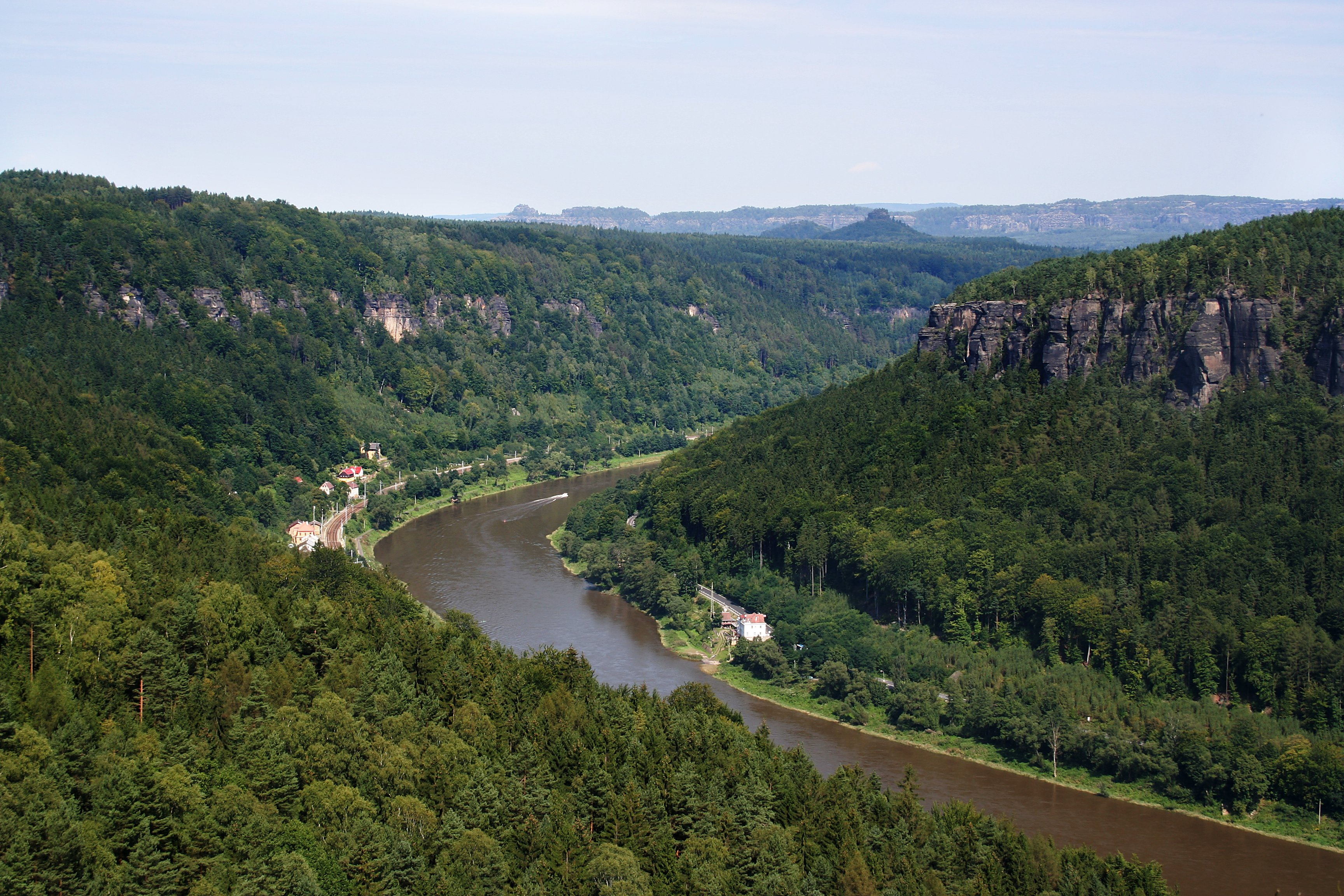
Elbe: Mäandertalgewässer

In Abhängigkeit von der geologischen Umgebung (Festgesteine, Lockersedimente) und der Ökoregion (Flachland, Bergland, Alpen) bilden sich unterschiedliche Talformen aus. Diese haben ihrerseits Einfluss auf die Beweglichkeit des Gewässers und die verfügbaren Sedimente (Geschiebetransport des Gewässers). Unterschieden werden je nach Breite des Tales, dem Vorhandensein eines Talbodens und der Ökoregion Kerbtal-, Sohlenkerbtal-, Sohlental-, Mäandertal-, Muldental-, Auental- sowie Flachlandgewässer.

### Hauptparameter Laufentwicklung
Dieser Parameter beinhaltet die vier Einzelparameter Laufkrümmung, Krümmungserosion, Längsbänke sowie Besondere Laufstrukturen. Es gibt von Natur aus eindeutige physikalische Größen, die die Laufkrümmung der meisten Fließgewässer verursachen und beeinflussen, was mit einer gewissen Erosion verbunden ist. Die Laufkrümmung ist wesentlich vom Talgefälle abhängig. Dabei weisen vor allem Fließgewässer im Flachland einen mäandrierenden Lauf auf. Da der Mensch zur Nutzung der Auen wesentlich in das Laufverhalten der Gewässer eingegriffen hat, wurden viele Gewässer begradigt. Laufkrümmung und Krümmungserosion sind damit wichtige Eigenschaften zur Beschreibung von naturnahen Gewässern, werden dadurch doch eine Laufverlängerung und eine geringere Hochwassergefahr bewirkt. Typische Merkmale der Krümmungserosion sind steile bis senkrechte Prall- und flache Gleitufer.
Längsbänke sind ein Zeichen für einen ausgeglichenen Geschiebehaushalt des Gewässers. Sie entstehen durch die korngrößenabhängige Sedimentation im Gewässer. Zu den Längsbänken zählen Ufer-, Krümmungs-, Insel- und Mündungsbänke. Treibholzverklausungen, Sturzbäume, Inselbildungen, Laufgabelungen, Laufweitungen und Laufverengungen werden dem Einzelparameter Besondere Laufstrukturen zugeordnet. Diese zeigen, dass das Gewässer ein hohes morphologisches Entwicklungsvermögen besitzt und das Gewässer nicht durch einen anthropogenen Ausbau behindert ist.

### Hauptparameter Querprofil
Dieses wird u. a. beschrieben durch die Einzelparameter Profiltiefe, Breitenerosion und Breitenvarianz. Von Natur aus weisen viele Gewässer ein relativ flaches und breites Gewässerbett auf, was eine geringe Hochwasserkapazität bzw. eine schnelle Ausuferung ins Umfeld zur Folge hat. Anthropogene Veränderungen des Gewässers führen zu einer höheren Profiltiefe, was i. d. R. eine verstärkte Tiefenerosion verursacht. Ein natürlicher Gegenspieler der Tiefenerosion ist die Breitenerosion, die aber nicht zwangsläufig parallel auftritt. Ist diese vorhanden, wirkt sie der Tiefenerosion entgegen. Als Breitenvarianz bezeichnet man den wiederkehrenden Wechsel zwischen breiten, flachen und engen, tiefen Gewässerabschnitten. Eine hohe Breitenvarianz begünstigt die Dämpfung von Hochwasserwellen.

### Hauptparameter Sohlenstruktur
Dieser Parameter beinhaltet u. a. die Einzelparameter Substratdiversität sowie Besondere Sohlenstrukturen. Das Sohlensubstrat ist abhängig von unterschiedlichen Strömungen in einem Gewässer. Dabei wird nach Korngrößen selektiert, wobei grobes Material bei großen Fließgeschwindigkeiten und feines Material in ruhigeren Gewässerabschnitten abgelagert wird. Liegen in einem Gewässerabschnitt strömungs- und strukturbedingt viele verschiedene Zonen mit unterschiedlichen Korngrößen vor, dann spricht man von einer hohen Substratdiversität. Diese ist aber grundsätzlich davon abhängig, welche Materialien (Sedimente) im Einzugsgebiet des Gewässers überhaupt zur Verfügung stehen. Zum Einzelparameter Besondere Sohlenstrukturen zählen unter anderem Kolke, Tiefrinnen, Stillwasserpools, Wurzelflächen, Flachwasser, Schnellen und Kaskaden. Diese entstehen größtenteils durch Akkumulation bzw. Erosion von Sohlmaterial. Durch diese Formelemente werden Strömungsunterschiede erhalten bzw. verstärkt.